# Fentonia marthesia
Fentonia marthesia är en fjärilsart som beskrevs av Dyar 1905. Fentonia marthesia ingår i släktet Fentonia och familjen tandspinnare. Inga underarter finns listade i Catalogue of Life.